# Juan Santos (baloncestista)
Juan Santos Rodríguez (nacido el 9 de junio de 2002 en Cáceres) es un jugador de baloncesto español. Con 1,96 m de estatura, puede jugar en la posiciones de escolta y alero. Actualmente pertenece al Cáceres Patrimonio de la Humanidad, club de Segunda FEB.

## Trayectoria
Formado en el Colegio San Antonio de Padua, de Cáceres, e integrante de las categorías inferiores del Cáceres Patrimonio de la Humanidad, debutó con el primer equipo en LEB Oro en la temporada 2018/19.
En esa misma campaña se incorpora a la plantilla del Torta del Casar Extremadura, equipo filial del club cacereño, con el que disputa la Liga EBA. En las siguientes temporadas fue paulatinamente incrementando su rendimiento, y así en 2021/22 registró medias de 11 puntos, 4.7 rebotes y 1.8 recuperaciones por encuentro, lo que le hizo merecedor de ser convocado en varias ocasiones con la primera plantilla y participar en tres encuentros de LEB Oro.
En 2022/23, tras realizar la pretemporada con el primer equipo, se convierte en integrante de la plantilla profesional. No obstante, el 12 de diciembre se anunció su cesión al CB Morón, equipo de LEB Plata, donde únicamente pudo participar en tres encuentros debido a diversos problemas físicos, regresando al Cáceres en febrero de 2023 y finalizando su vinculación con el club al término de la temporada.
En la temporada 2023/24 firma con el CB Tobarra, de Liga EBA, donde disputa 21 partidos acreditando medias de 14.2 puntos, 5 rebotes y 2.1 asistencias.
En 2024/25 juega en las filas del CB Talavera, de Tercera FEB (nueva denominación de la Liga EBA), promediando 10.9 puntos y 4.2 rebotes.
En la temporada 2025/26 regresa a su ciudad natal para fichar por el Cáceres Patrimonio de la Humanidad, de Segunda FEB.